# Coupe d'Allemagne de football 1953-1954
Navigation
Édition précédente Édition suivante
La Coupe d'Allemagne de football 1953-1954 fut la deuxième édition jouée après la Seconde Guerre mondiale. Elle s'acheva avec la finale le 17 avril 1954, au Südweststadion de Ludwigshafen, avec la victoire du VfB Stuttgart. 
| Légende |                               |
| (OL)    | Clubs évoluant en Oberliga    |
| (2L)    | Clubs évoluant en 2. Oberliga |
| (AL)    | Clubs évoluant en Amateurliga |

## Quarts de finale
| Date           | Clubs à domicile          |   | Clubs en déplacement         | Scores | Remarques |
| -------------- | ------------------------- | - | ---------------------------- | ------ | --------- |
| 01 - 08 - 1953 | 1. FC Kaiserslautern (OL) | – | Hamburger SV (OL)            | 2-3    |           |
| 01 - 08 - 1953 | 1. FC Köln (OL)           | – | Berliner FC Viktoria 89 (OL) | 3-2    |           |
| 02 - 08 - 1953 | TuS Neuendorf (OL)        | – | 1. FC Nürnberg (OL)          | 2-1    |           |
| 02- 08 - 1953  | VfB Stuttgart (OL)        | – | SV Bergisch Gladbach (AL)    | 1-1    | ap prol.  |

### Replay
| Date           | Clubs à domicile          |   | Clubs en déplacement | Scores | Remarques |
| -------------- | ------------------------- | - | -------------------- | ------ | --------- |
| 16 - 08 - 1953 | SV Bergisch Gladbach (AL) | – | VfB Stuttgart (OL)   | 0-6    |           |

## Demi-finales
| Date           | Clubs à domicile  |   | Clubs en déplacement | Scores | Remarques |
| -------------- | ----------------- | - | -------------------- | ------ | --------- |
| 13 - 12 - 1953 | Hamburger SV (OL) | – | 1. FC Köln (OL)      | 2-3    | ap. prol. |
| 13 - 12 - 1953 | VfB Stuttgart     | – | TuS Neuendorf (OL)   | 2-2    | ap. prol. |

### Replay
| Date           | Clubs à domicile   |   | Clubs en déplacement | Scores | Remarques |
| -------------- | ------------------ | - | -------------------- | ------ | --------- |
| 24 - 03 - 1954 | TuS Neuendorf (OL) | – | VfB Stuttgart (OL)   | 0-2    |           |

## Finale
| Entraîneur : |
| Georg Wurzer |

| Entraîneur : |
| Karl Winkler |

| Entraîneur : |
| Georg Wurzer |

| Entraîneur : |
| Karl Winkler |